# دنی نیتو
دنی نیتو (انگلیسی: Dani Nieto؛ زادهٔ ۴ مهٔ ۱۹۹۱) بازیکن فوتبال اهل اسپانیا است.
از باشگاه‌هایی که در آن بازی کرده‌است می‌توان به باشگاه فوتبال اسپانیول، باشگاه فوتبال ژیرونا، باشگاه فوتبال آلکورکون، باشگاه فوتبال ایبار، باشگاه فوتبال بارسلونا بی، و باشگاه فوتبال بارسلونا اشاره کرد.
وی همچنین در تیم ملی فوتبال زیر ۱۶ سال اسپانیا بازی کرده‌است.